# Vakvilág (regény, Mircea Cărtărescu)
A Vakvilág, illetve Káprázat (eredeti címén „Orbitor”) Mircea Cărtărescu román író regénytrilógiája, amelyen szerzője 1993 és 2006 között dolgozott. A záró kötet 2007-ben jelent meg a bukaresti Humanitas könyvkiadónál.

## A trilógia kötetei
- A bal szárny („Aripa stângă”, 1996) ISBN 963-676-169-8[1]
- A test („Corpul”, 2002) ISBN 973-50-1189-1
- A jobb szárny („Aripa dreaptă”, 2007) ISBN 978-973-50-1780-4[2]

A művet több nyelvre lefordították. Az első rész magyarul 2000-ben jelent meg a Jelenkor Kiadónál Csiki László fordításában. A második részt immár Káprázat címmel, Koszta Gabriella fordításában 2015-ben adta ki a L’Harmattan Kiadó.

## Részlet az első kötet fülszövegéből
„Életünk eseményeinek sorából bármelyik kiragadható, hogy a hétköznapi tapasztalat és a szabadon száguldó szellem találkozásának metszéspontjában (az írás által) metafizikai jelentéssel telítődjék. Cărtărescu regénye ezen a metszésponton íródik, és megidézi Cioran vigasztalanságát, Eliade miszticizmusát, Caragiale iróniáját…”

## Érdekesség
Traian Băsescu román államfő, miután beismerte, hogy egyáltalán nem olvas, azt ajánlotta pártja fiatal aktivistáiból álló hallgatóságának, hogy olvassák el Cărtărescu legújabb regényét, vagyis a trilógia harmadik kötetét. A mű szerzője korábban lengyelországi látogatása kapcsán azt nyilatkozta, hogy Románia szerinte sohasem lesz Európa része.

## Magyarul
- Sóvárgás; ford. Csiki László; Jelenkor, Pécs, 1997
- Vakvilág; ford. Csiki László; Jelenkor, Pécs, 2000

## Külső hivatkozás
- Margittai Gábor könyvkritikája a Nagyvilágban
- Láng Zsolt esszéje Archiválva 2016. január 7-i dátummal a Wayback Machine-ben az Élet és Irodalomban